# Andreaea
Andreaea Hedw., 1801 è un genere di muschi, unico genere della famiglia Andreaeaceae Dumort., 1829.

## Etimologia
Il nome generico fa riferimento a Johann Gerhard Reinhard Andreae (conosciuto anche come J. G. Reinhart Andreae o J. G. Reinhart Andreä), naturalista, farmacista di corte e alchimista di Hannover al quale, nel 1801, il briologo tedesco Johann Hedwig volle dedicare il nuovo genere.

## Tassonomia
Il genere comprende le seguenti specie:
- Andreaea acuminata Mitt.
- Andreaea acutifolia Hook. f. & Wilson
- Andreaea alpestris (Thed.) Schimp.
- Andreaea alpina Hedw.
- Andreaea amblyophylla Müll. Hal. ex Broth.
- Andreaea angustifolia Broth.
- Andreaea appendiculata Schimp.
- Andreaea arachnoidea Müll. Hal.
- Andreaea aterrima Müll. Hal.
- Andreaea atlantica Dixon
- Andreaea australis F. Muell. ex Mitt.
- Andreaea barbarae Luceño, Cerrejón, J. Muñoz & Maguilla
- Andreaea barbuloides Broth.
- Andreaea bistratosa Magill
- Andreaea blyttii Schimp.
- Andreaea borbonica Besch.
- Andreaea brevipes Spruce
- Andreaea camerunensis P.W. Richards
- Andreaea clavata Broth.
- Andreaea crassinervia Bruch
- Andreaea cucullata Dixon
- Andreaea densifolia Mitt.
- Andreaea depressinervis Cardot
- Andreaea dissitifolia Broth.
- Andreaea erythrodictyon Herzog
- Andreaea eximia Müll. Hal.
- Andreaea firma Müll. Hal.
- Andreaea flabellata Müll. Hal.
- Andreaea flexuosa R. Br.
- Andreaea fragilis Müll. Hal.
- Andreaea frigida Huebener
- Andreaea fuegiana (Cardot) S.W. Greene
- Andreaea gainii Cardot
- Andreaea heinemannii Hampe & Müll. Hal.
- Andreaea hookeri  Schimp.
- Andreaea huttonii R. Br.
- Andreaea indica Mitt.
- Andreaea javanica J. Froehl.
- Andreaea karsteniana Müll. Hal.
- Andreaea kilimandscharica Paris
- Andreaea laticuspis Broth.
- Andreaea latinervis E.B. Bartram
- Andreaea laxifolia Hook. f. & Wilson
- Andreaea leiophylla Cardot ex G. Roth
- Andreaea lorentziana Müll. Hal.
- Andreaea marginata Hook. f. & Wilson
- Andreaea megistospora B.M. Murray
- Andreaea microvaginata Müll. Hal.
- Andreaea mildbraedii Broth.
- Andreaea morrisonensis Nog.
- Andreaea mutabilis Hook. f. & Wilson
- Andreaea nana Müll. Hal.
- Andreaea nitida Hook. f. & Wilson
- Andreaea nivalis Hook.
- Andreaea opaca Cardot ex G. Roth
- Andreaea pachyphylla (Müll. Hal.) Broth.
- Andreaea parallela Müll. Hal.
- Andreaea patagonica Dusén
- Andreaea peruviana Broth.
- Andreaea pilifera Herzog & Thér.
- Andreaea pseudomutabilis Dusén
- Andreaea purpurascens (Dusén) G. Roth
- Andreaea regularis Müll. Hal.
- Andreaea remotifolia Dusén
- Andreaea rigida Wilson
- Andreaea robusta Broth.
- Andreaea rothii F. Weber & D. Mohr
- Andreaea rupestris Hedw.
- Andreaea schofieldiana B.M. Murray
- Andreaea semisquarrosa Müll. Hal.
- Andreaea seriata G. Roth
- Andreaea sinuosa B.M. Murray
- Andreaea squarrifolia Dixon
- Andreaea squarrosa Mitt.
- Andreaea subappendiculata Müll. Hal.
- Andreaea subremotifolia Dixon
- Andreaea subulata Harv.
- Andreaea taiwanensis T.Y. Chiang
- Andreaea tsaratananae Thér.
- Andreaea tunariensis Broth.
- Andreaea urophylla H. Rob.
- Andreaea vaginalis Herzog
- Andreaea vilocensis Broth.
- Andreaea vulcanica Lorentz
- Andreaea wangiana P.C. Chen
- Andreaea willii Müll. Hal.
- Andreaea wilsonii Hook. f.